# L'Aquila
Pour les articles homonymes, voir Aquila.
À ne pas confondre avec Aquilée en Italie du Nord
L’Aquila ['la:kwila] est une ville italienne d'environ 69 500 habitants (2022), chef-lieu de la province homonyme et capitale de la région des Abruzzes.
Fondée au Moyen Âge et située dans une région à forte activité sismique au centre de la péninsule italienne, elle a été endommagée par deux tremblements de terre au XVIIIe siècle, et partiellement détruite par un violent séisme survenu le 6 avril 2009.

## Géographie

### Situation
Proche du plus haut sommet des Apennins, le Gran Sasso, L'Aquila est située à 721 m d'altitude, dans la vallée de l'Aterno-Pescara, coincée entre 4 montagnes supérieures à 2 000 m. Celles-ci bloquent l'arrivée des courants d'air maritimes doux et humides et font bénéficier la ville d'un climat sec et froid.
Selon un dicton, L'Aquila connaît « 11 mois froids et 1 mois frais ». La ville est également réputée pour être la ville la plus froide d’Italie.
Elle est distante de Rome de 120 km, à laquelle elle est reliée par l'autoroute ; en revanche, aucun chemin de fer ne relie directement la ville à la capitale italienne. Pour aller par train de Rome à L'Aquila, il faut changer à Terni et compter au moins trois heures de voyage.

### Frazione
Aragno, Arischia, Assergi, Bagno, Bazzano, Camarda, Cese, Civita di Bagno, Casaline, Collebrincioni, Colle di Preturo, Colle di Roio, Colle di Sassa, Collefracido, Coppito, Filetto di Camarda, Foce, Genzano, Monticchio, Onna, Paganica, Pagliare di Sassa, Palombara, Pescomaggiore, Pianola, Poggio di Roio, Preturo, Ripa, Roio Piano, San Benedetto, San Giuliano, San Gregorio, Sant'Angelo, Sant'Elia, San Vittorino, Santi, Sassa, Tempera, Vallesindola.

### Communes limitrophes
Antrodoco (RI), Barete, Barisciano, Borgorose (RI), Cagnano Amiterno, Campotosto, Capitignano, Crognaleto (TE), Fano Adriano (TE), Fossa, Isola del Gran Sasso d'Italia (TE), Lucoli, Magliano de' Marsi, Ocre, Pietracamela (TE), Pizzoli, Rocca di Cambio, Rocca di Mezzo, Santo Stefano di Sessanio, Scoppito, Tornimparte, San Demetrio Ne’ Vestini

## Étymologie
En italien, le terme aquila signifie « aigle », une espèce effectivement présente dans les Apennins environnants, et dont la ville a fait son emblème.
Toutefois, le toponyme ne renvoie pas au rapace mais au terme latin aqua, « eau » ; le sous-sol de la ville est en effet particulièrement riche en ressources hydriques, et a favorisé depuis le XIIIe siècle, la construction du premier centre habité, nommé A.

## Histoire

### Époque romaine
Les ruines de la cité antique des Sabins d'Amiternum se trouvent à 9 km et sont aujourd'hui un site archéologique. Les vestiges y sont bien conservés :
- l'amphithéâtre romain d'Amiternum ;
- le théâtre romain d'Amiternum de l'époque de l'empereur Auguste.

Les ruines de la cité antique des Vestins de Forconium se trouvent au sud-est, près du hameau de Civita di Bagno, et sont aussi un site archéologique très réputé.

### Époque médiévale
Fondée en 1253 par synœcisme par Conrad IV de Hohenstaufen sous le nom d'Aquila, elle porte son nom actuel depuis 1939 [réf. nécessaire].
On raconte qu'elle fut fondée par la réunion de 99 paroisses. Une fontaine perpétue cette légende (fontana delle 99 cannelle).
L'Aquila a vu le couronnement de Pietro di Morrone, devenu pape sous le nom de Célestin V, le 29 août 1294. Il a fondé un ordre monastique de Bénédictins ermites qui porte son nom (les 'Célestins') qui eut plus de 20 implantations en France. Son corps repose depuis 1517 dans un mausolée d'une chapelle latérale de la basilique Santa Maria di Collemaggio qui était celle de son monastère (construite en 1286), et où il institua (par la bulle 'Inter sanctorum solemnia') la célébration annuelle du 'grand pardon'. Mariano d'Abbattegio fut gouverneur de la ville en 1317.
- Les murailles de L'Aquila

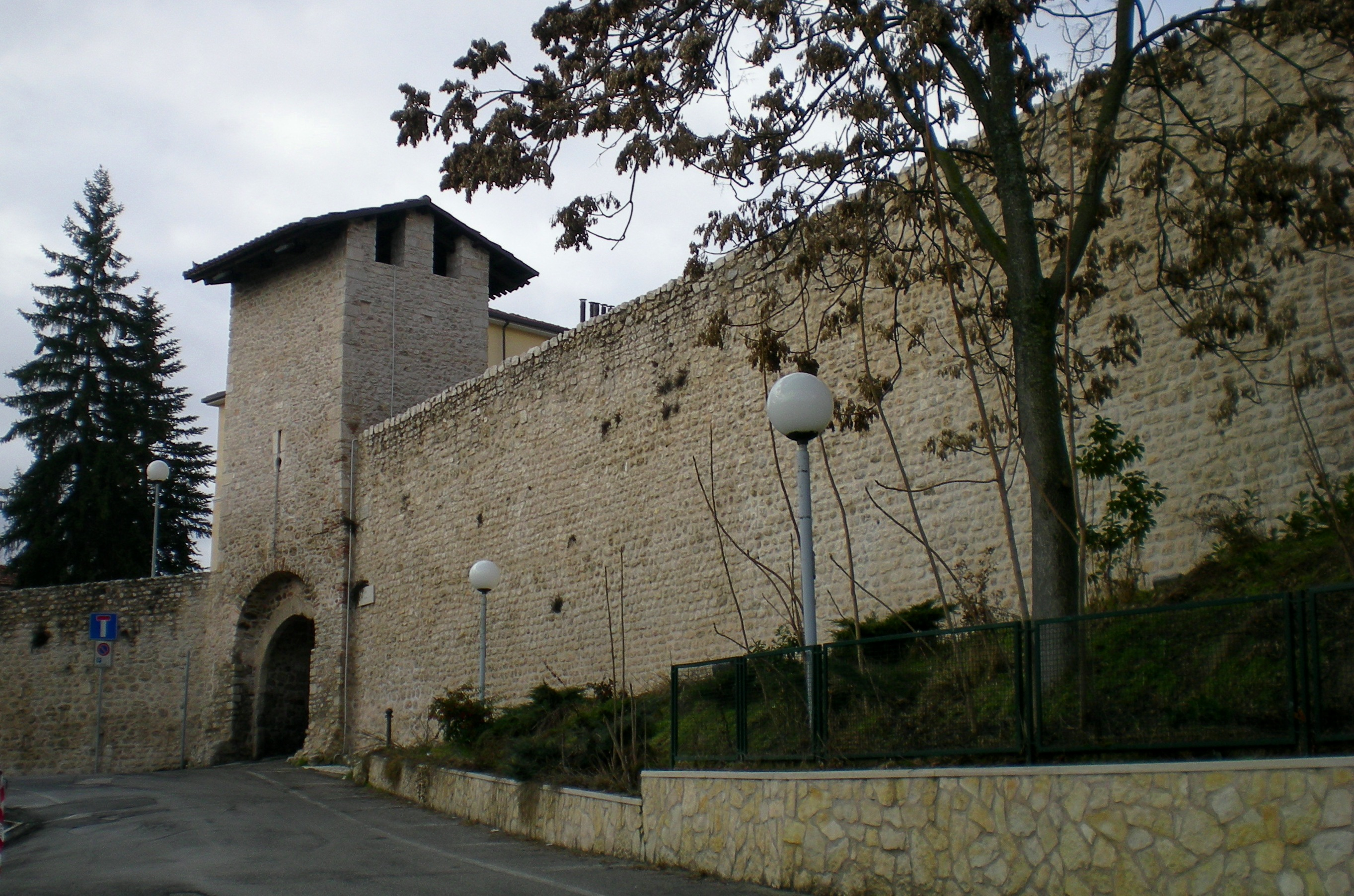
Les murs aquilans
La basilique Santa Maria di Collemaggio.
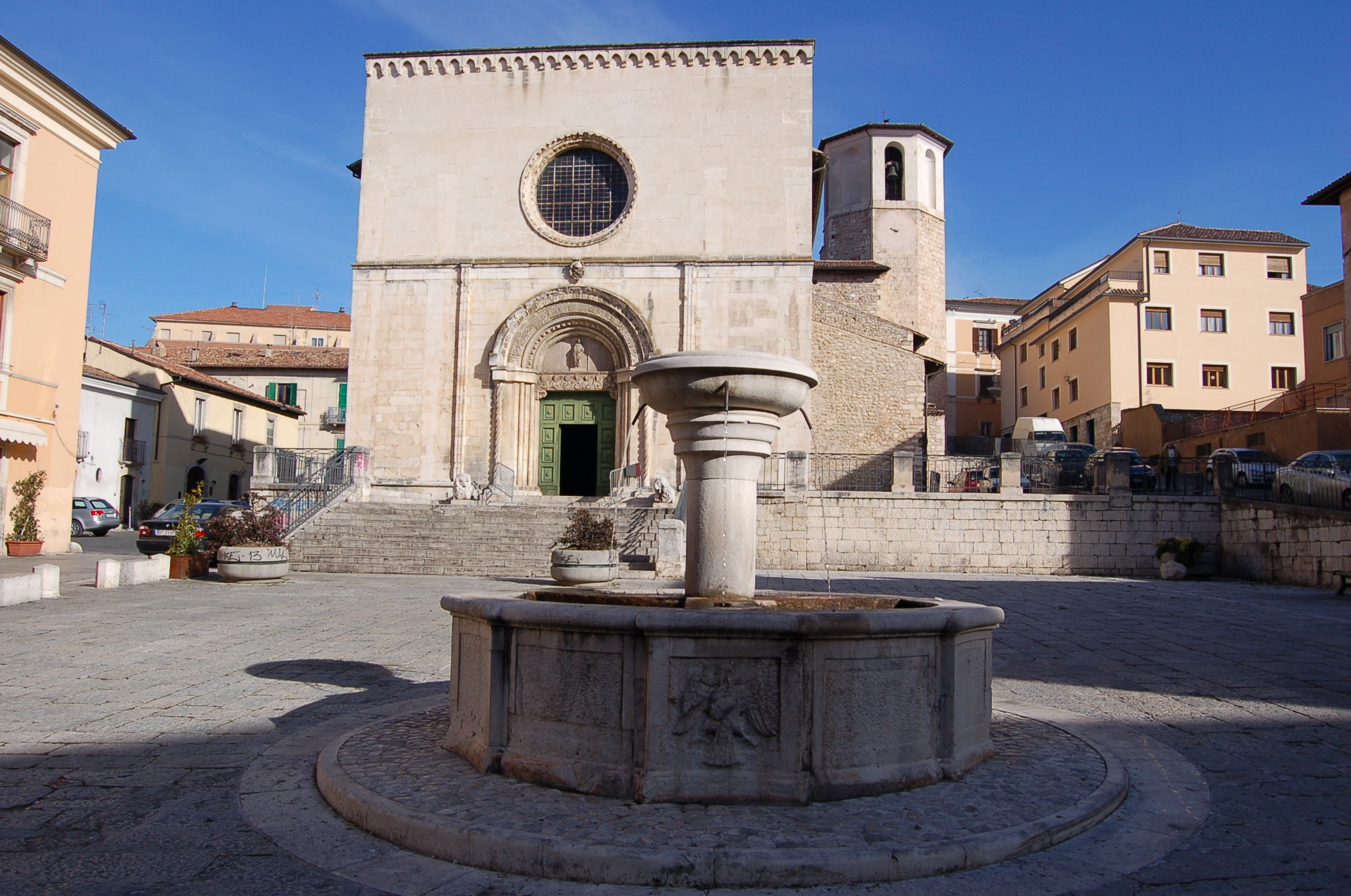
Piazza San Pietro.

### Époque contemporaine: tremblements de terre
L'Aquila fut endommagée par le Séisme de 1703.
La ville fut prise par les Français en 1798 et par les Autrichiens en 1815.
Le 6 avril 2009, à 3 h 32 du matin, L'Aquila et ses environs ont connu un violent séisme meurtrier de 6,3 sur l'échelle de Richter,,, dont le bilan s'est établi à 309 victimes, 2 000 blessées et 65 000 personnes sans abri. L'ASI (Agence spatiale italienne) a comparé les images de L'Aquila prises par les satellites avant (23 mars 2009) et après le tremblement de terre (8 avril 2009), montrant ainsi que le centre de la ville s'était déplacé de 15 cm. La ville a été partiellement détruite, le centre médiéval se transformant notamment en un « champ de ruines », qui reste en l'état trois ans après le séisme.
Une importante partie de la population habite aujourd'hui une cité-dortoir construite à la périphérie dans les semaines suivant le drame par le gouvernement de Silvio Berlusconi, qui a par ailleurs organisé sur place  le 35e sommet du G8 du 8 au 10 juillet 2009.
En 2012, le cœur de L'Aquila est toujours un champ de gravats et une « ville fantôme ».
Le 22 octobre 2012, sept membres de la Commission gouvernementale italienne Grands risques sont condamnés par le tribunal de L'Aquila à six ans de prison ferme pour homicide par imprudence, et à une obligation de verser 9,1 millions d'euros de dommages-intérêts aux parties civiles. Le lendemain, jugeant que les conditions n'étaient plus réunies pour travailler avec sérénité, le président de la Commission italienne Grands risques, Luciano Maiani (physicien de renom qui fut directeur-général du CERN à Genève de 1999 à 2003), démissionne de son poste.
Le 28 août 2022, le pape François se rend à L'Aquila pour une visite pastorale.

## Politique et administration

### Les maires
| Période                                  | Période  | Identité            | Étiquette | Qualité |
| ---------------------------------------- | -------- | ------------------- | --------- | ------- |
| 1948                                     | 1948     | Carlo Chiarizia     | PCI       |         |
| 1948                                     | 1950     | Cesare Di Palma     | DC        |         |
| 1950                                     | 1951     | Antonio Rainaldi    | PRI       |         |
| 1951                                     | 1956     | Angelo Colagrande   | PLI       |         |
| 1956                                     | 1961     | Frederico Trecco    | DC        |         |
| 1961                                     | 1961     | Amedeo Cervelli     | DC        |         |
| 1961                                     | 1961     | Felice Natellis     | DC        |         |
| 1961                                     | 1965     | Francesco Gaudieri  | DC        |         |
| 1965                                     | 1966     | Umberto Albano      | DC        |         |
| 1966                                     | 1970     | Tullio De Rubeis    | DC        |         |
| 1970                                     | 1970     | Luigi Iorio         | DC        |         |
| 1970                                     | 1975     | Tullio De Rubeis    | DC        |         |
| 1975                                     | 1980     | Ubaldo Leopardi     | PSDI      |         |
| 1980                                     | 1985     | Tullio De Rubeis    | DC        |         |
| 1985                                     | 1985     | Romeo Ricciuti      | DC        |         |
| 1985                                     | 1992     | Enzo Lombardi       | DC        |         |
| 1992                                     | 1993     | Maria Luisa Baldoni | DC        |         |
| 1993                                     | 1993     | Giuseppe Placidi    | DC        |         |
| 1994                                     | 1998     | Antonio Centi       | PDS       |         |
| 1998                                     | 2007     | Biagio Tempesta     | FI        |         |
| 2007                                     | 2017     | Massimo Cialente    | PD        |         |
| 2017                                     | En cours | Pierluigi Biondi    | FIAN      |         |
| Les données manquantes sont à compléter. |          |                     |           |         |

### Jumelages
L'Aquila est jumelée avec les villes suivantes :
- Rottweil (Allemagne)
- York (Ontario) (Canada)
- Cuenca (Espagne)
- Hobart (Australie)
- Zielona Góra (Pologne)
- Bernalda (Italie)
- Bistrița (Roumanie)

## Population et société

### Évolution démographique
Habitants recensés

### Sports
La ville dispose de nombreuses installations sportives, parmi lesquelles le Stade Isaia Di Cesare ou encore le Stade Gran Sasso d'Italia-Italo Acconcia, qui accueille la principale équipe de football de la ville, L'Aquila Calcio 1927.
L'Aquila possède un club de rugby nommé L'Aquila Rugby.

## Économie
L'Aquila abrite un des plus grands laboratoires de recherche de physique des particules. La ville est aussi le siège d'une université.

## Culture et patrimoine

### Lieux d'intérêts et monuments
Bien que située à moins d'une heure et demie de Rome, la ville n'a pas encore été fortement touchée par le tourisme étranger.
Dans la partie haute de la ville se trouve le fort espagnol (Forte Spagnolo), érigé par le vice-roi espagnol Don Pedro de Tolède en 1534. Il abrite actuellement le musée national des Abruzzes.
La cathédrale Saint-Georges-et-Saint-Maxime a été construite au XIIIe siècle, mais elle s'est écroulée lors du séisme de 1703. La façade la plus récente est du XIXe siècle, mais après le tremblement de terre de 2009 et les répliques suivantes, le transept s'est effondré.
La basilique Saint-Bernardin-de-Sienne (1472) possède une belle façade Renaissance de Nicolò Filotesio (communément appelé Cola dell'Amatrice), et contient le tombeau monumental du saint, orné de belles sculptures, et exécuté par Silvestro Ariscola en 1480.
La basilique Sainte-Marie de Collemaggio, juste à l'extérieur de la ville, a une très belle façade romane de conception simple (1270-1280) en marbre rouge et blanc, avec trois portails finement décorés et une rosace au-dessus de chacun. Les deux portes latérales sont tout aussi remarquables. La 'porte sainte' y est ouverte le jour de la célébration du 'grand pardon' instituée par le pape Célestin V. L'intérieur contient le mausolée du pape Célestin V érigé en 1517. Beaucoup de petites églises de la ville ont une façade semblable (S. Giusta, S. Silvestro et autres).
La ville abrite aussi quelques beaux palais : la municipalité a un musée avec une collection d'inscriptions romaines. Les palais Dragonetti et Persichetti contiennent des collections privées d'enluminures. En dehors de la ville, se trouve la fontaine aux 99 cannelles (les jets sont répartis le long de trois murs), construite en 1272. Elle abrite aussi le jardin botanique de l'Université de L'Aquila créé en 1967.
Un monument de la ville bien connu est la fontaine lumineuse, une sculpture de deux femmes portant de grandes jarres, construite dans les années 1930. Le cimetière local recèle la tombe de Karl Heinrich Ulrichs, un pionnier des droits des homosexuels qui a vécu et est mort à L'Aquila : chaque année, des homosexuels venus du monde entier se réunissent au cimetière pour honorer sa mémoire.
Les environs regorgent de ruines romaines (de la ville romaine d'Amiternum), d'anciens monastères, et de nombreux châteaux. Le plus connu d'entre eux est le château de Rocca Calascio (utilisé dans les années 1980 pour le tournage du film Ladyhawke, la femme de la nuit), qui est l'un des plus élevés d'Europe. Également à proximité, plusieurs stations de ski du Gran Sasso d'Italia, le plus élevé des sommets des Apennins, où a été tourné le film Le Nom de la rose à la fin des années 1980.

Nota bene :
Certains monuments ayant été touchés par le tremblement de terre, ils restent fermés au public depuis 2010, comme le musée national des Abruzzes

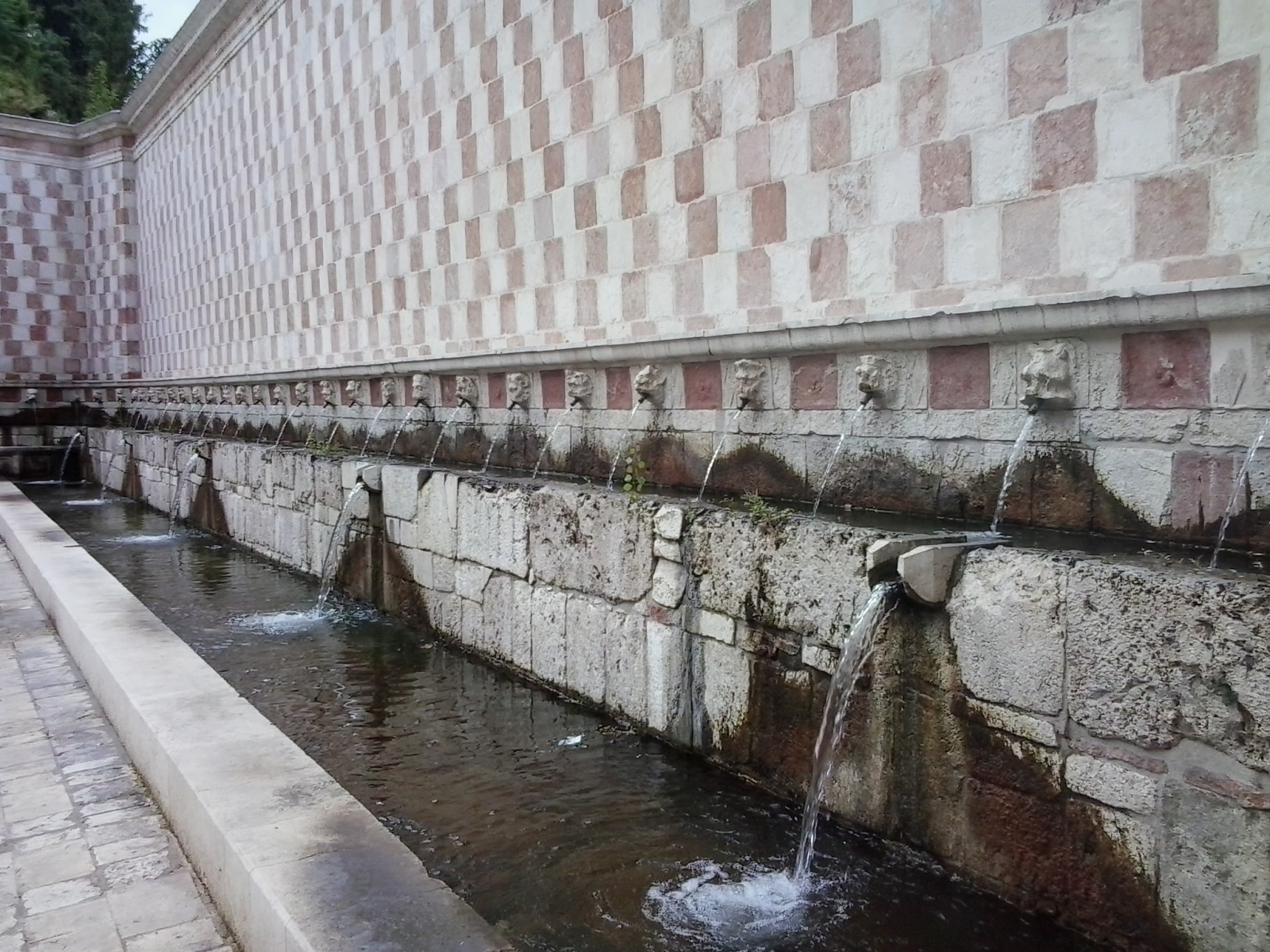
Fontaine des 99 Canelles.
Fontaine des 99 Cannelles.
Basilique de Collemaggio.
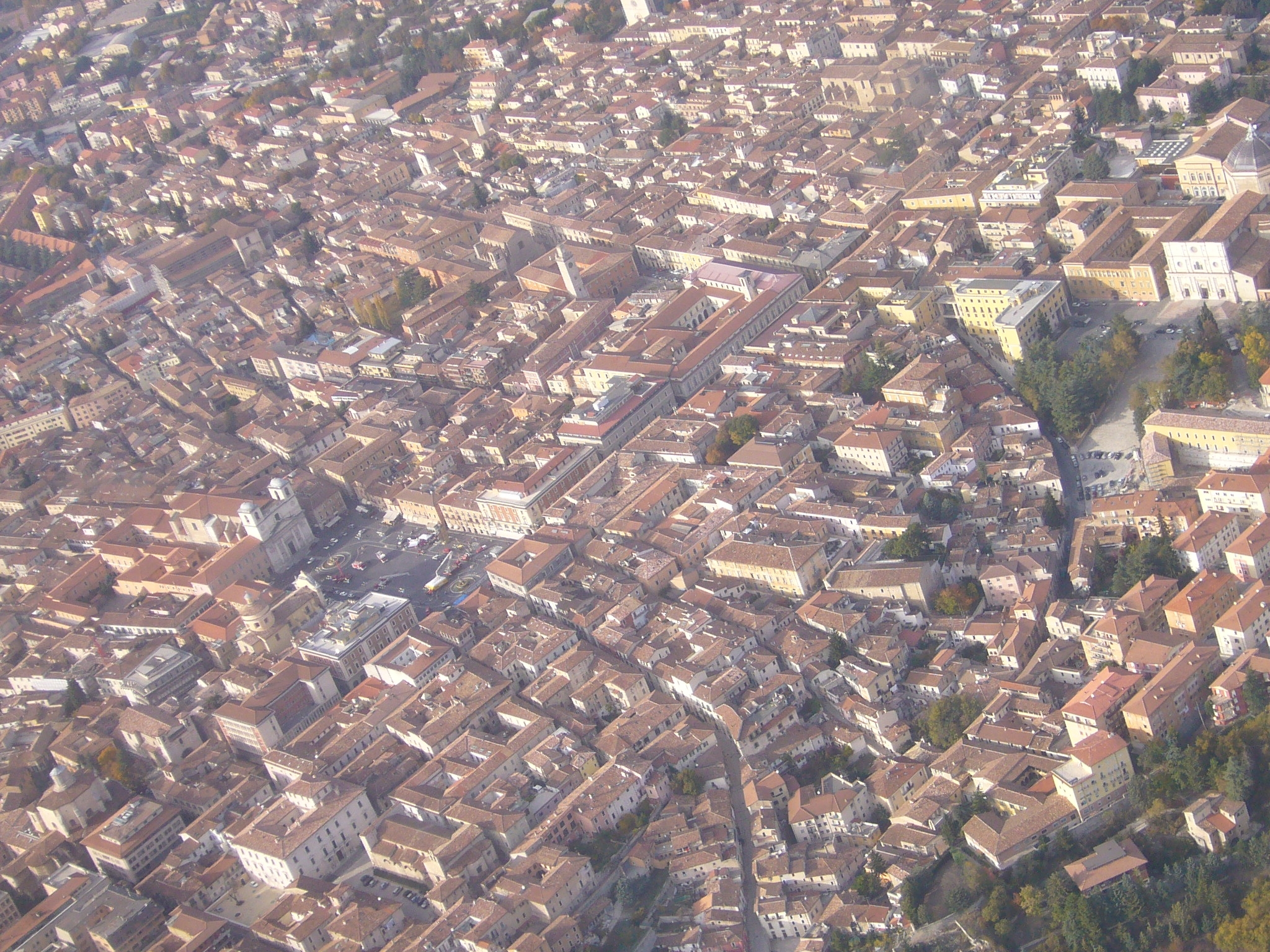
Centre-ville.
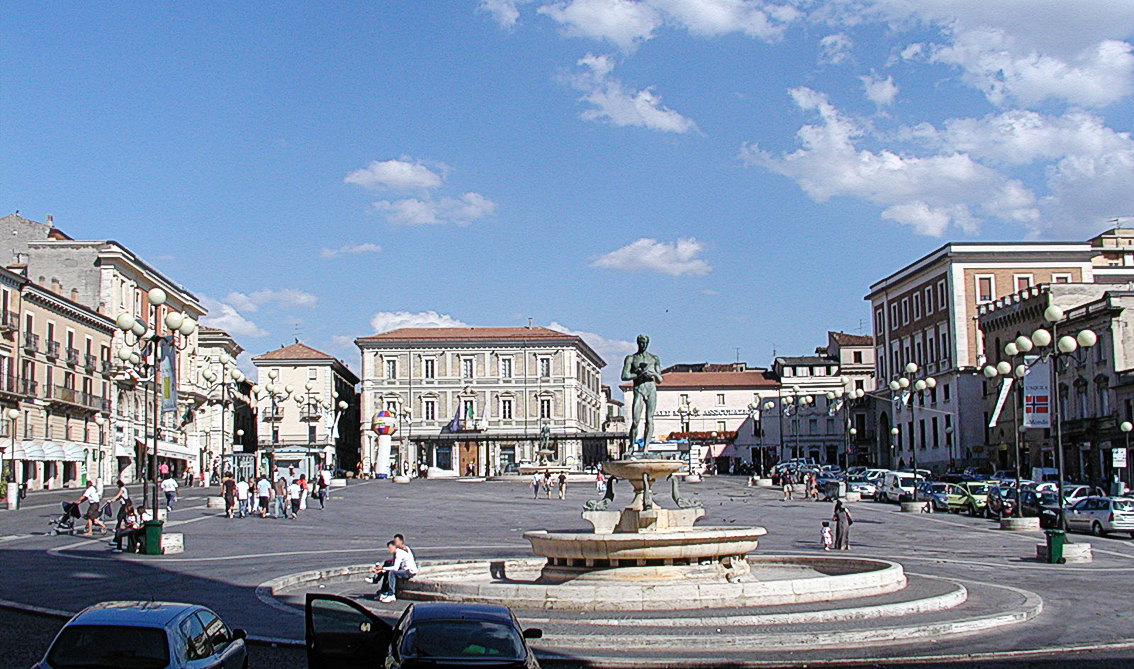
Piazza del Duomo.
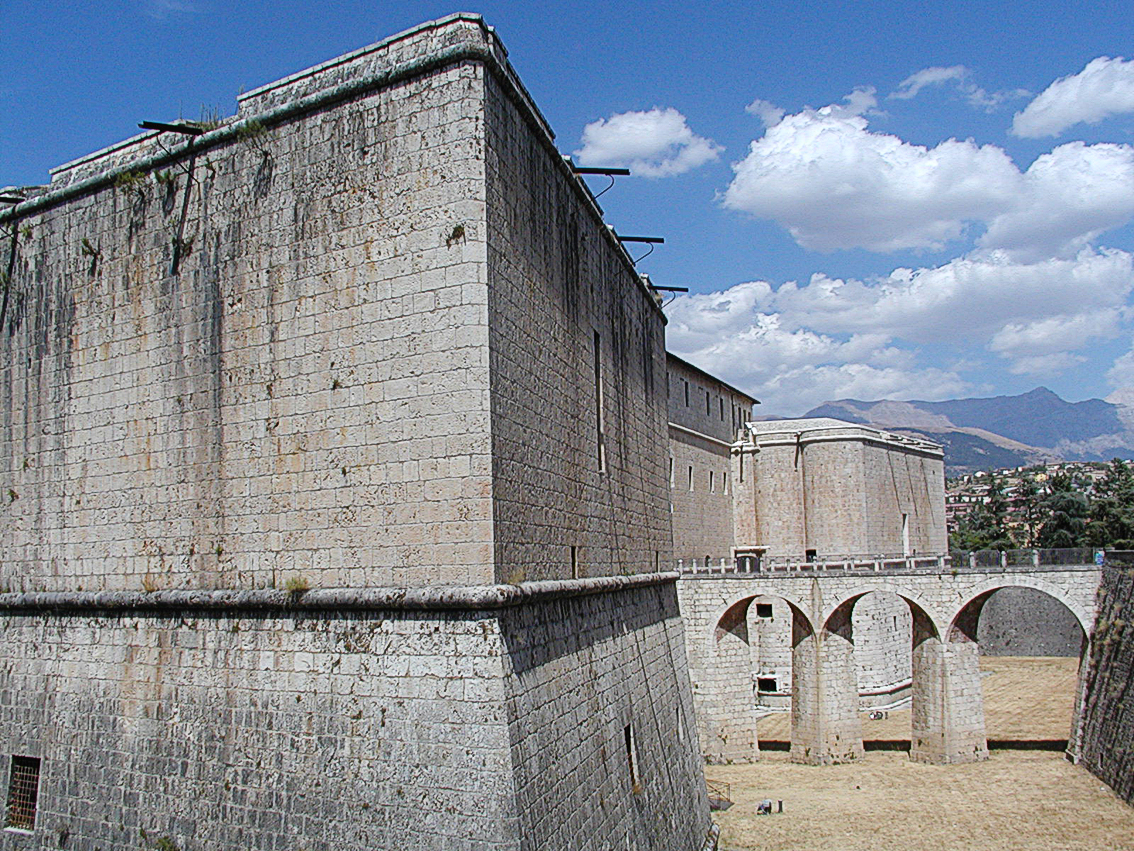
Château.

## Personnalités

### Personnalités nées à L'Aquila
- Salluste (86-35 av. J.-C.), homme politique, militaire et historien romain, né à Amiternum (aujourd'hui sur le territoire de la frazione de San Vittorino)
- Buccio di Ranallo (1294-1363), chroniqueur et écrivain.
- Christine Ciccarelli (1480-1543), prieure augustine. Béatifiée en 1841[12].
- Mariangelo Accursio (1489-1546), écrivain.
- Pietro Leone Casella (1540-1620), historien, antiquaire et poète.
- Corrado Bafile (1903-2005), cardinal.
- Giovanni Battista Branconio dell'Aquila (1473-1522), protonotaire apostolique.
- Frères d'Alessandri (1818-1893 et 1824-1889), photographes.
- Nazzareno De Angelis (1881-1962), chanteur d'opéra.
- Andrea Masi (1981-), rugbyman.
- Maurizio Zaffiri (1978-), rugbyman.
- Roberto Grillo (1962-), artiste, photographe et personnalité intellectuelle de la ville de L’Aquila.

### Autres personnalités liées à L'Aquila
- Célestin V (1209 -1296), élu pape en 1294, consacré et enterré à Sainte-Marie de Collemaggio.
- Braccio da Montone (1368-1424), condottiere, est mort au combat près de la ville.
- Bernardin de Sienne (1380-1444), orateur franciscain et saint catholique, mort à L'Aquila et enterré dans la basilique homonyme.
- Karl Heindrich Ulrichs (1825-1895), pionnier des droits des homosexuels qui a vécu et est mort à L'Aquila.
- Benito Mussolini (1883-1945), emprisonné à Campo Imperatore après son arrestation en 1943.
- Sergio Parisse (1983-), rugbyman né en Argentine de parents émigrés de L'Aquila (son père jouait dans l'équipe de rugby de la ville).